# وادي الجنة (المغرب)
وادي الجنة المعرف أيضا بباراديس وهو جزء من وادي نهر تمراغت شمال مدينة أكادير في المغرب.

## الاسم والموقع
تمت تسمية الوادي بوادي الجنة لأنه يتم تشبيهه محليًا بـ «الجنة على الأرض». ويسمى أيضًا وادي نهر تامراغت من اسم المنطقة.
يقع الوادي على بعد حوالي 35 كم شمال مدينة أكادير.

## التنوع البيولوجي
يقع وادي الجنة في وسط منطقة إيموزار المعروفة بتنوعها البيولوجي. وتشمل أشجار النخيل والموز والزيتون والتين. يحتوي الوادي على العديد من الشلالات الصغيرة والمسابح الصخرية.

## معرض الصور

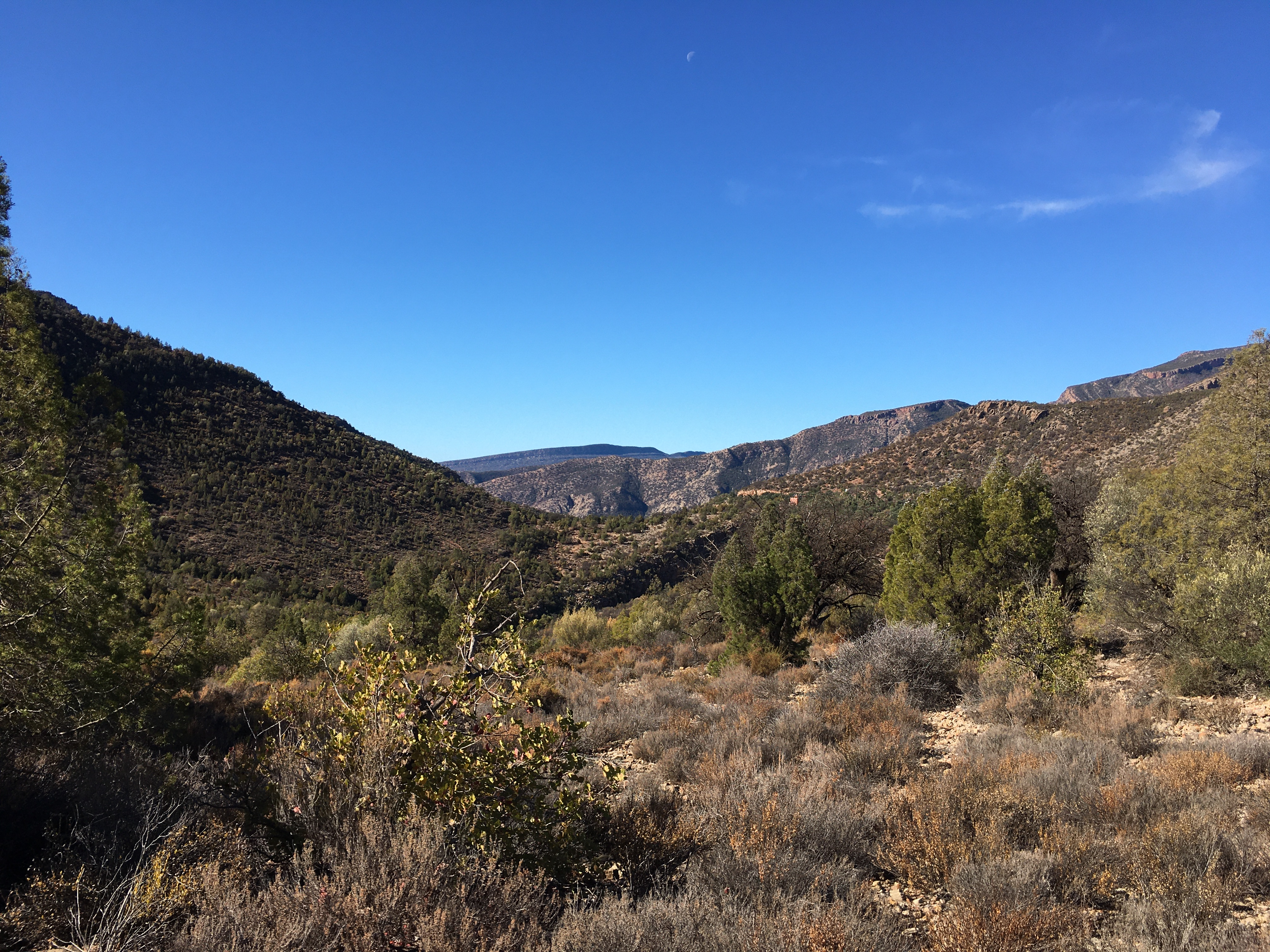
وادي الجنة
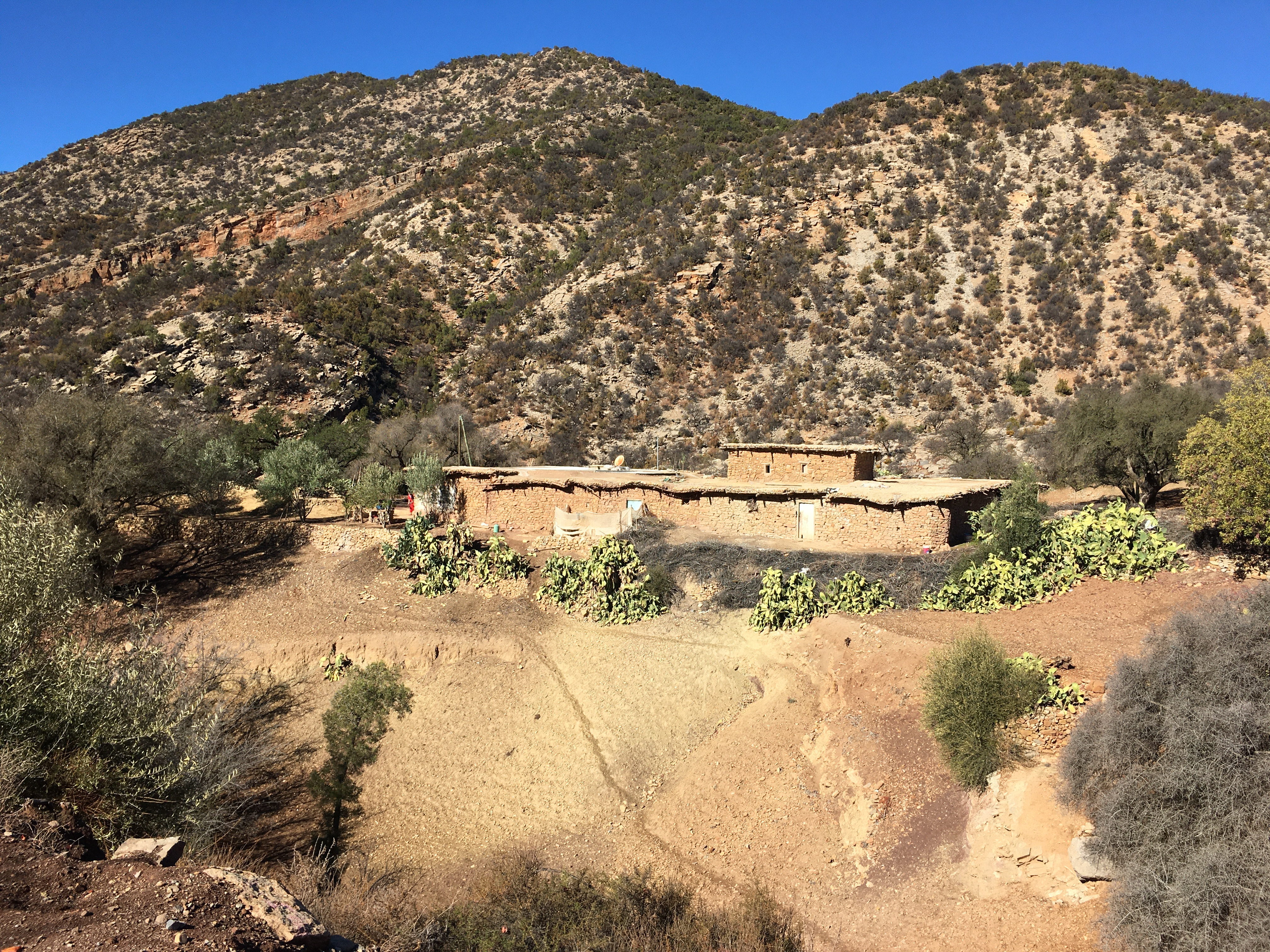
بيت تقليدي في وادي الجنة
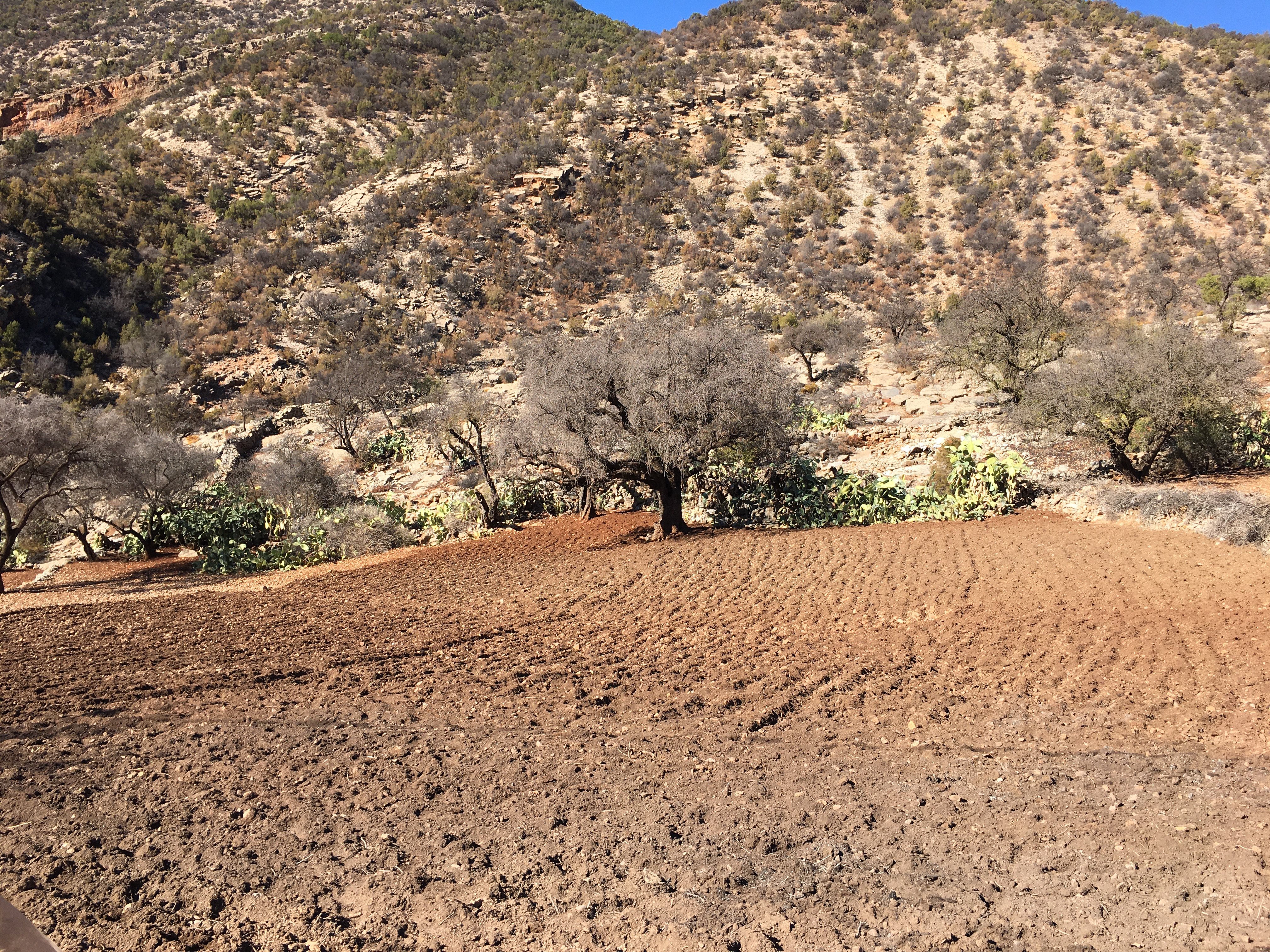
حقل في وادي الجنة
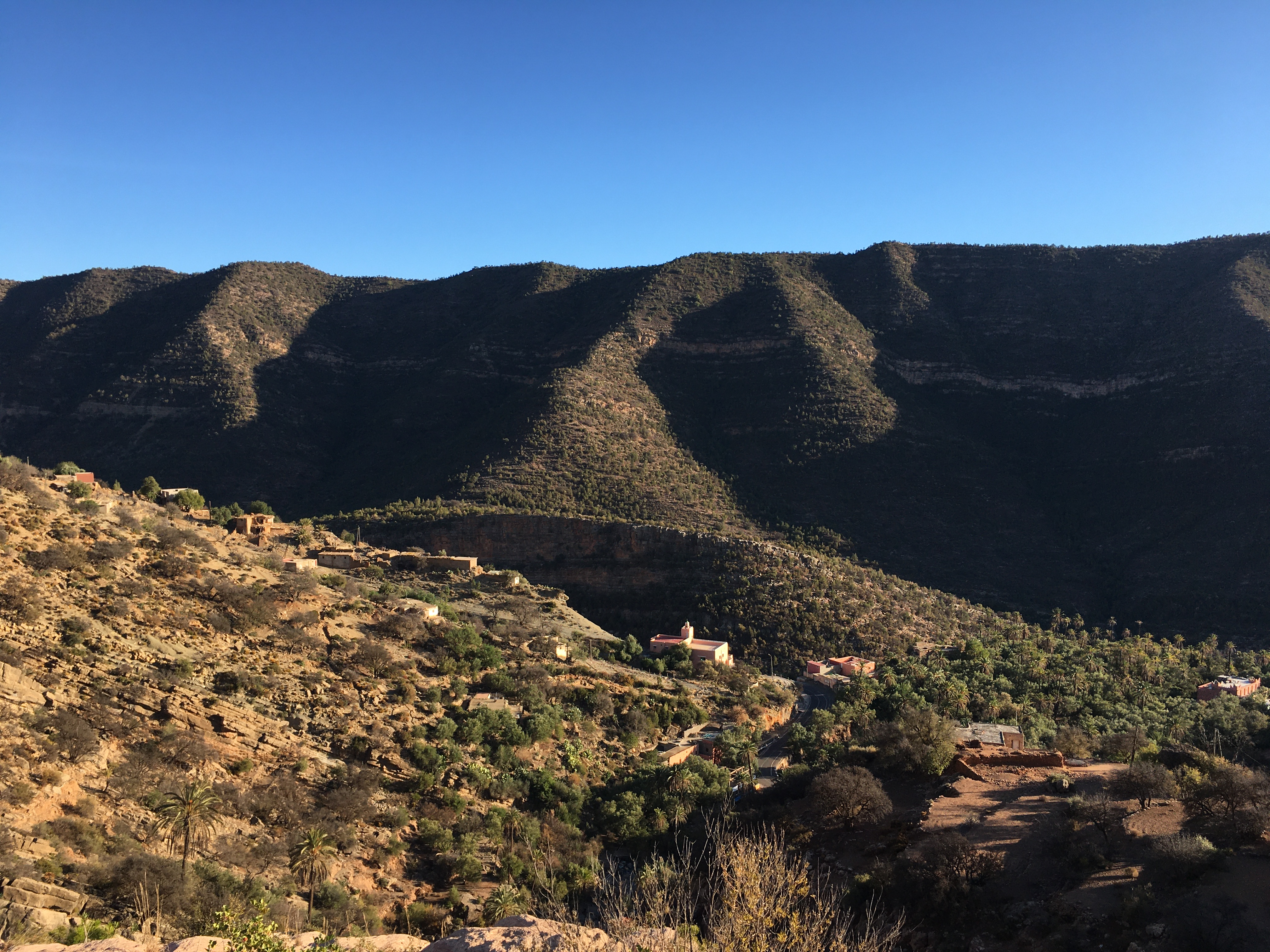
وادي الجنة من الأعلى
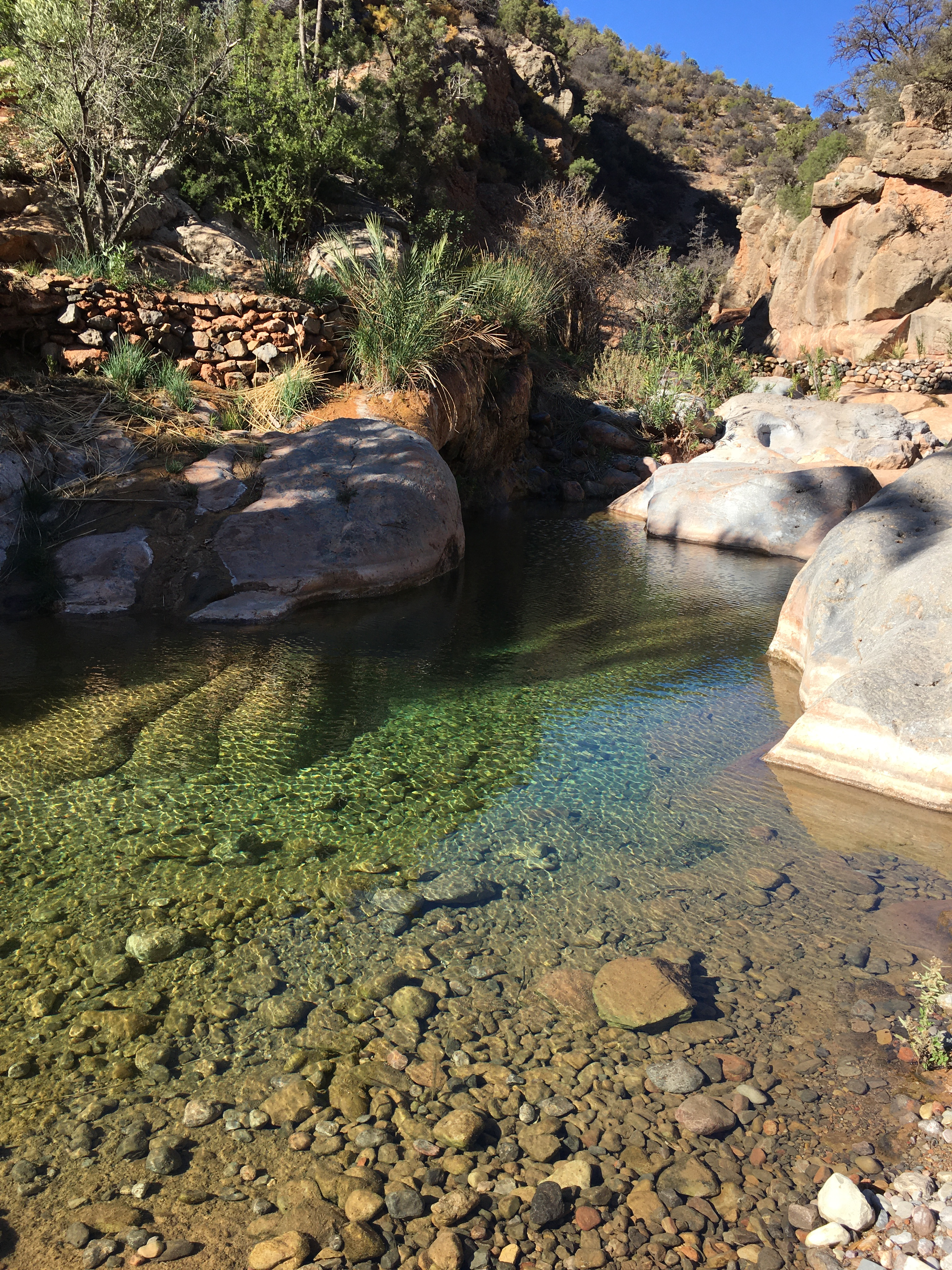
تجمع في وادي الجنة
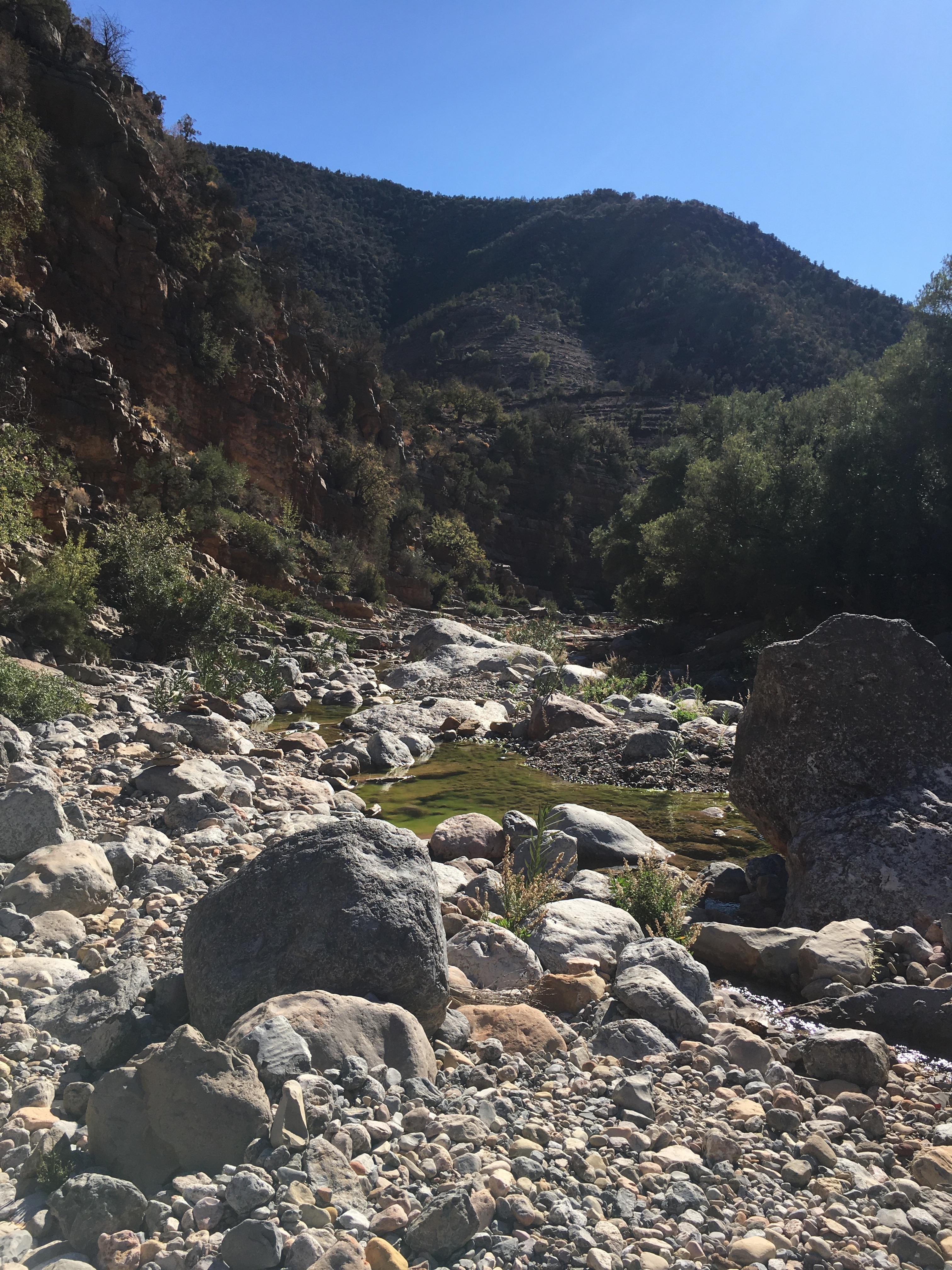
النهر في حالته الجافة
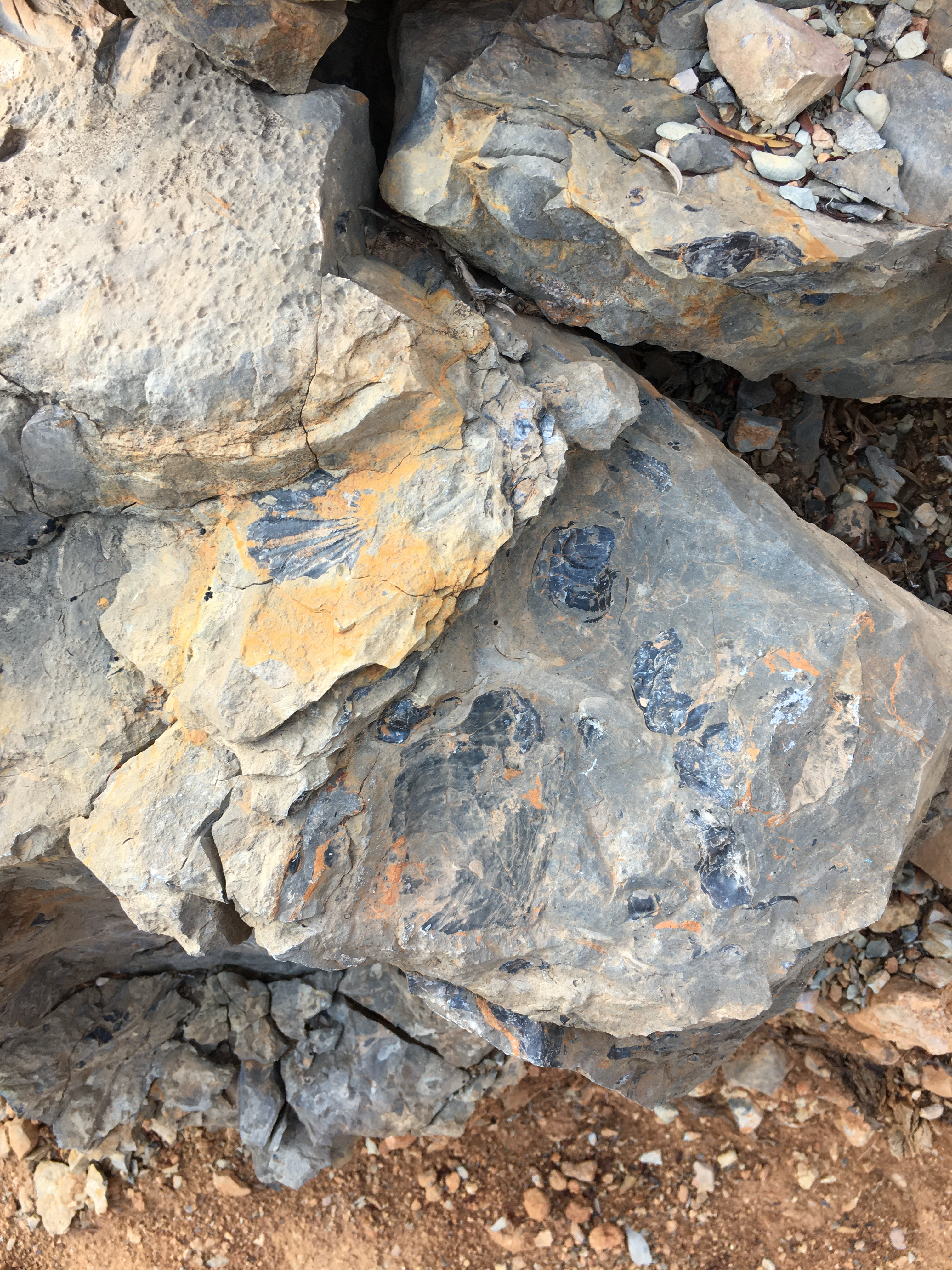
أحافير في وادي الجنة

## روابط خارجية
- وادي الهيبيز في المغرب
- وادي الجنة في أكادير